# 団田芳子
団田 芳子（だんだ よしこ、1963年 - ）は、雑誌「あまから手帖」（クリエテ関西）の筆頭ライターの一人であり、「Meets Regional」（京阪神エルマガジン社）などのグルメ雑誌にも寄稿するフリーのグルメライター、作家、旅行ペンクラブ会員、小宿の会 塾長。大阪府大阪市生まれ。

## 経歴・人物
旅・食・酒・大阪をテーマに講演も行っている。「大阪名物」「関西名物」など、これまで5冊の著書があったが、2017年10月に初めて単独執筆で「大阪 私がホレた旨し店」を出版した。TV・ラジオ出演も多かったが、この出版を契機に各メディアに登場する機会が多くなっている。
2013年6月29日に団田さんファン倶楽部(DFC)も結成され、会長は石川秀雄、顧問は中川晶が勤め、あまから手帖前編集長 中本由美子や中国料理研究家 楊鈴君など多くの料理人・生産者・食べ手など80数名の会員を有している（関連リンク参照）。
コロナ禍による料理人の苦境を憂い、名店のテイクアウト情報の広報を目的に、noteで自ら情報発信することを2020年4月に開始した。現在では旅館や書籍の情報など、より広範な情報を提供するようになっている。

その初回の団田芳子による口上は、以下の通りである。
決してホレっぽくはない私が、心底ホレこんだ50店を掲載した拙著『私がホレた旨し店』。上梓後２年で、何とも惜しいことに、すでに４店舗がそれぞれの事情で閉店してしまった。いまのこの未曾有の状況下で、これ以上、ホレた相手が儚く消え去るのを見たくない。
決して尽くすタイプではない私だけれど、ホレた相手のために、何か出来ることはないか。お金を貢ぐ？貧乏物書きに資金力などありはしない。そう、物書きには書くことしかできない。ではせめて、ホレた店がこの状況下で、どんな苦渋の決断をし、どんな活路を見いだし努力しているのかを、書いて広く皆様にお知らせしようと思い立った。
みんな、何とか美味しいもんを届けようと智恵をしぼっている。

あーいつものアレ食べたいな。コレ食べてみたいな。そう思ってくだすったならば、ぜひお店にお電話を！

## 出演

### テレビ
- 「NHKカルチャー」守口、西宮、神戸教室にて「関西旬のレストラン食べ歩き」講座の講師をつとめる。
- 関西テレビ『よ～いドン！』の「プロが教えるとっておき本日のオススメ3」コーナー出演[7]。
- eo光テレビ『たむらけんじのぶっちゃ～けBar』2017年6月5日・大阪グルメ回出演。
- 2018年末に、朝日放送「キャスト」の「ニシュランツアー」のコーナーで、3回にわたり「私のホレた旨し店 大阪」を題材に、その掲載店を紹介するスペシャルツアー「わたホレツアー」が放送された。

### ラジオ
- ラジオ関西『羽川英樹のハッスル』の「ハッスルグルメ」コーナー第4木曜レギュラー出演中[8]。
- FM大阪、TOKYO FM『Nestlé presents CHEER UP! MORNING』2017年11月11日・18日出演。[9][10]

## 著書
- 「小宿あそび」（クリエテ関西、2002年）（編集ディレクターは現あまから手帖編集長 中本由美子）
- 「大阪名物」井上理津子共著（創元社、2006年）
- 「新版 大阪名物」井上理津子共著（創元社、2012年）
- 「関西名物」井上理津子共著（創元社、2012年）
- 「ポケット版 大阪名物」井上理津子共著（新潮文庫、2016年）
- 「大阪 私がホレた旨し店」（西日本出版社、2017年）http://www.jimotonohon.com/annai/a1183_umashi.html

## 連載
- あまから手帖
  - 2016年 巻頭連載「茶酔の記」
  - 2017年 巻頭連載「関西おやつロングセラーおもてうら」
  - 2018年 巻末連載「関西だけのこの宿とまれ」
  - 珈琲時間 (大誠社）リニューアル後、10年間、年4回執筆、関西エリア執筆担当　http://taiseisha.jp/magazine.html

## 関連外部リンク
- 日刊ゲンダイ 「私がホレた旨し店」紹介文　https://www.nikkan-gendai.com/articles/view/book/216150
- 月刊誌　あまから手帖　「私がホレた旨し店」紹介文　https://www.amakaratecho.jp/editor_blog/2017/10/16/dandayoshiko/
- ミチノ・ル・トゥールビヨン オーナーシェフ　ブログ　”シェフからのメッセージ”　「ダンダさんのこと」https://michino55.exblog.jp/20090331/
- All About グルメ　『私がホレた旨し店』／大阪名文章家・団田芳子の本https://allabout.co.jp/gm/gc/471733/
- All About グルメ　『大阪名物』『関西名物』をバイブルにしろ　　https://allabout.co.jp/gm/gc/403167/
- All About グルメ　24回『大阪名物』美酒と旨いもんの名作　　https://allabout.co.jp/gm/gc/220461/
- 無添加純正　清左衛門ブログ　この方が噂の団田芳子さんで〜す　http://www.seizaemon.com/blog/%E3%81%93%E3%81%AE%E6%96%B9%E3%81%8C%E5%99%82%E3%81%AE%E5%9B%A3%E7%94%B0%E8%8A%B3%E5%AD%90%E3%81%95%E3%82%93%E3%81%A7%E3%80%9C%E3%81%99%EF%BC%81/
- 毎日新聞 連載　幸せの学び　＜その１８０＞　味ハ人ナリ＝城島徹　https://mainichi.jp/articles/20171025/org/00m/070/019000c
- 産経新聞 【ミナミ　語り場】味、人、街のやさしさに惚れ　フードライター・団田芳子さん  https://www.sankei.com/article/20180322-O3CU3IZD5BIAZEVQODWMCLYL7I/
- 版元ドットコム　「私がホレた旨し店」紹介文　https://www.hanmoto.com/bd/isbn/9784908443183
- note 団田芳子　https://note.com/ossanyopy/n/n5a9bc244176e
- あまから手帖
- 井上理津子
- 団田さんファン倶楽部　https://www.facebook.com/groups/DFCmember/